# Mysmena
Genre
Synonymes
- Calodipoena Gertsch & Davis, 1936
- Tamasesia Marples, 1955
- Kekenboschiella Baert, 1982
- Calomyspoena Baert & Maelfait, 1983
- Itapua Baert, 1984

Mysmena est un genre d'araignées aranéomorphes de la famille des Mysmenidae.

## Distribution
Les espèces de ce genre se rencontrent en Asie, en Amérique, en Océanie, en Europe et en Afrique.

## Liste des espèces
Selon World Spider Catalog (version 24.5, 22/08/2023) :
- Mysmena acuminata (Marples, 1955)
- Mysmena arcilonga Lin & Li, 2008
- Mysmena awari (Baert, 1984)
- Mysmena baoxingensis Lin & Li, 2013
- Mysmena biangulata (Lin & Li, 2008)
- Mysmena bizi Miller, Griswold & Yin, 2009
- Mysmena bucera Zhang, Li & Lin, 2023
- Mysmena calypso Gertsch, 1960
- Mysmena caribbaea (Gertsch, 1960)
- Mysmena changouzi Miller, Griswold & Yin, 2009
- Mysmena colima (Gertsch, 1960)
- Mysmena conica (Simon, 1895)
- Mysmena cornigera (Lin & Li, 2008)
- Mysmena dai Lin & Li, 2022
- Mysmena dulong Zhang, Li & Lin, 2023
- Mysmena dumoga (Baert, 1988)
- Mysmena furca Lin & Li, 2008
- Mysmena gibbosa Snazell, 1986
- Mysmena goudao Miller, Griswold & Yin, 2009
- Mysmena guianensis Levi, 1956
- Mysmena incredula (Gertsch & Davis, 1936)
- Mysmena isolata Forster, 1977
- Mysmena jimudeng Zhang, Li & Lin, 2023
- Mysmena jinlong Miller, Griswold & Yin, 2009
- Mysmena leichhardti Lopardo & Michalik, 2013
- Mysmena leucoplagiata (Simon, 1880)
- Mysmena lulanga Lin & Li, 2016
- Mysmena luosuo Lin & Li, 2022
- Mysmena maculosa Lin & Li, 2014
- Mysmena maku (Miller, Griswold & Yin, 2009)
- Mysmena marijkeae (Baert, 1982)
- Mysmena marplesi (Brignoli, 1980)
- Mysmena mooatae (Baert, 1988)
- Mysmena nubiai (Baert, 1984)
- Mysmena phyllicola (Marples, 1955)
- Mysmena qinlangdang Zhang, Li & Lin, 2023
- Mysmena quebecana Lopardo & Dupérré, 2008
- Mysmena rostella Lin & Li, 2008
- Mysmena rotunda (Marples, 1955)
- Mysmena santacruzi (Baert & Maelfait, 1983)
- Mysmena shibali Miller, Griswold & Yin, 2009
- Mysmena spirala Lin & Li, 2008
- Mysmena stathamae (Gertsch, 1960)
- Mysmena tamdaoensis (Lin & Li, 2014)
- Mysmena tarautensis (Baert, 1988)
- Mysmena tasmaniae Hickman, 1979
- Mysmena tembei (Baert, 1984)
- Mysmena vangoethemi (Baert, 1982)
- Mysmena vitiensis Forster, 1959
- Mysmena wawuensis Lin & Li, 2013
- Mysmena woodwardi Forster, 1959

Selon World Spider Catalog (version 23.5, 2023) :
- † Mysmena copalis Wunderlich, 2011
- † Mysmena curvata Wunderlich, 2011
- † Mysmena dominicana Wunderlich, 1998
- † Mysmena fossilis Petrunkevitch, 1971
- † Mysmena groehni Wunderlich, 2004
- † Mysmena grotae Wunderlich, 2004

## Systématique et taxinomie
Ce genre a été décrit par Simon en 1894 dans les Theridiidae. Il est placé dans les Mysmenidae par Forster et Platnick en 1977.
Calodipoena, Tamasesia, Kekenboschiella, Calomyspoena et Itapua ont été placés en synonymie par Lopardo et Hormiga en 2015.

## Publication originale
- Simon, 1894 : Histoire naturelle des araignées. Paris, vol. 1, p. 489-760 (texte intégral).